# Ben Verwaayen
Ben Verwaayen (Driebergen 11 février 1952 - ) était directeur général et administrateur d'Alcatel-Lucent jusqu'au début de l'année 2013. Il est diplômé de l’université d'Utrecht aux Pays-Bas en droit et politique internationale.

## Biographie
- 1975 à 1988 : il commence sa carrière au sein de ITT Nederland BV où il occupe différents postes aux départements développement, direction du personnel et communication.
- 1988 : président et directeur général de PTT Telecom, filiale de KPN aux Pays-Bas.
- 1997 : vice-président international, directeur général adjoint et vice-président du Comité de Direction au sein du Groupe Lucent Technologies
- 2002 : directeur général du Groupe BT.
- 2008-2013 : directeur général et administrateur d'Alcatel-Lucent.

## Gestion d'Alcatel-Lucent
En 2008, sous la présidence de Philippe Camus installé aux États-Unis, la direction du groupe Alcatel-Lucent est confiée à Ben Verwaayen.
Entre 2008 et 2013, Alcatel-Lucent se désengage de Thales, cède son activité de centre d’appels téléphoniques à la société Genesys.
Sur le plan social, la société se sépare de 1 450 salariés sur les 10 500 situés en France.
Selon le quotidien Le Monde, la société aurait perdu 800 millions d'euros par an entre 2003 et 2013 dont 5 ans de direction de Ben Verwaayen, ce qui contraint Alcatel-Lucent à gager ses 29 000 brevets pour obtenir 2 milliards d'euros de prêts auprès des banques Goldman Sachs et Crédit suisse. Une décision qui fait craindre au gouvernement français qu'Alcatel-Lucent ne perde la propriété de ses brevets estimés à 5 milliards d'euros,,.
Le prêt obtenu met à priori Alcatel-Lucent à l'abri, au moins pour trois ans, d'une cessation de paiement.
En 2013, Ben Verwaayen est tenu comptable des mauvaises performances financières du groupe malgré la mise en place de plusieurs plans de réduction des coûts, assortis de plans de licenciement. Au troisième trimestre 2012, Alcatel-Lucent a enregistré une nouvelle perte nette de 146 millions d'euros, et son chiffre d'affaires a encore baissé de 2,8 % par rapport à la même période de 2011, à 3,59 milliards d'euros,. Le 1er avril 2013, il est remplacé par Michel Combes en tant que directeur général du groupe,.

## Mandats sociaux
En cours
- Administrateur d'UPS.

Passés
- Administrateur de BT Group.
- Administrateur d'Alcatel-Lucent.

## Divers
- 2012 : Décide le gel des salaires dans le groupe Alcatel-Lucent dont il est le directeur général, alors que la société dégage pour la première fois depuis des années un bénéfice pour l'année 2011. Doit faire face alors à une forte mobilisation et contestation de la part des salariés du groupe (diverses manifestations dont l'une le 12 mars devant le siège du groupe à Paris, rassemblant environ 1000 salariés venant de différents sites français).
- 2006 : Promu au rang d'officier de l'ordre d'Orange-Nassau.
- 2006 : Chevalier honoraire de l'Empire britannique
- 2006 :  Chevalier de la Légion d'honneur. en France